# Incendio en la Bahía de 1997
El incendio en la Bahía de 1997 ocurrió el 5 de diciembre de aquel año en la calle Ayacucho de la ciudad de Guayaquil, Ecuador. 

## Sucesos
Ocurrió en vísperas de las festividades de Navidad y fin de año, el 5 de diciembre de 1997, debido a la explosión de un petardo que encendió en cadena los demás petardos, explosivos y juegos pirotécnicos de un local del sector comercial de La Bahía, a las 8:30 de la mañana activando todo el material explosivo que vendían en abundancia en dicho sector en aquella época, ocasionando un gran incendio entre las calles Ayacucho, Huayna-Capac y Chile de la ciudad de Guayaquil.

## Hechos posteriores
El incidente cobró la vida de 11 personas, 38 heridos y daños materiales con una pérdida de 2.500 millones de sucres (USD$ 500000 en la época, USD $841925 en 2021), afectando a vendedores de las asociaciones 23 de Septiembre, 25 de Septiembre y Huayna Cápac, y dejando a mucha gente en la pobreza, que debido a ello, una gran cantidad decidieron migrar del país. Luego del suceso se han prohibido la venta de material explosivo en las festividades de Navidad y fin de año desde entonces.